# Carla Maldonado
Carla Brenda Maldonado Goyzueta es una bióloga boliviana cuyo campo de trabajo son las especies vegetales.

## Formación
Maldonado realizó sus estudios en Ciencias Biológicas en la Universidad Mayor de San Andrés donde ha dictado clases de  Botánica Sistemática de Plantas Vasculares y Morfología y Anatomía Vegetal. 
Desde el año 2000 ha desarrollado su trabajo junto al Herbario Nacional de Bolivia, allí realizó su tesis “Análisis de la sucesión vegetal en meandros causados por cambios en el curso del Río Mamoré. Departamento Beni, Bolivia”.
Posteriormente obtuvo su maestría en la Universidad de Aarhus.
Actualmente cuenta con el grado doctoral.

## Trayectoria profesional
Ha trabajado en colaboración con James Luteyn del Herbario de Nueva York y con Charlote Taylor curadora del en colecciones y revisiones de Ericáceas y Rubiaceae del Herbario Nacional de Bolivia.
Fue parte del equipo de investigadores del Proyecto “Inventario florístico de los Parques Nacionales y Áreas Protegidas: Madidi, Pilón Lajas, Apolobamba y alrededores” entre 2002 y 2003 en este trabajo realizó el análisis de la vegetación en 4 tipos de pastizales de la región de Madidi:
- Puna seca
- Páramo húmedo de la cordillera de Apolobamba, por encima de los 3.800 m de altitud
- Pampas que circundan el sector de Apolo entre 1700 y 2.500 m de altitud
- Sabanas de las tierras bajas por debajo de los 200 m de altitud.

Realizó además el trabajo taxonómico con las familias Rubiaceae y Ericaceae.

Cinchona calisaya, especie sobre la que Maldonado ha realizado estudios.

## Estudios sobre cinchona
Uno de sus estudios más reconocidos es el relacionado con el género Cinchona, entre las que se destacan sus estudios sobre  Cinchona calisaya,de la se extrae la quinina, como parte de su tesis doctoral y el descubrimiento de una nueva especie denominada  Cinchona andersoni, estos estudios están enfocados en las propiedades curativas de este género, relacionados con la cura de la malaria.
la investigación es parte del trabajo denominado “La búsqueda de la Cinchona, un encuentro filogenético” coordinado por investigadores de la Universidad de Gutemburgo de Suecia , el respaldo de la Carlsberg Foundation y la Universidad de Copenhague.

## Premios y reconocimientos
Recibió la distinción:
- Premio Marie Curie de la Academia Nacional de Ciencias de Bolivia en 2016 por su investigación: Re-explorando los Andes en el siglo XXI en busca de la mejor corteza de quina para combatir la malaria”